# Kirsan Iljumžinov
Kirsan Iljumžinov (rusky Кирса́н Никола́евич Илюмжи́нов, kalmycky Үлүмҗин Кирсан, * 5. dubna 1962 Elista) je ruský politik kalmycké národnosti. V letech 1993 až 2010 byl prezidentem Kalmycké republiky v rámci Ruské federace, v letech 1995 až 2018 zastával funkci předsedy Mezinárodní šachové federace. V letech 1983 až 1991 byl členem KSSS, od roku 2004 je členem strany Jednotné Rusko.
Ve čtrnácti letech se stal kalmyckým mistrem v šachu. Zpočátku pracoval jako dělník továrny Zvězda v Elistě, ale v letech 1983 až 1989 vystudoval prestižní Státní institut mezinárodních vztahů v Moskvě, kde se naučil několik asijských jazyků. Znalost japonštiny uplatnil jako obchodník s japonskými automobily v době transformace sovětského hospodářství a stal se jedním z nejbohatších Rusů. Roku 1990 byl zvolen poslancem a roku 1993 se stal kalmyckým prezidentem, funkci zastával do roku 2010 (od roku 2005 pod novým oficiálním označením „hlava státu“). Zavedl v Kalmycku výuku šachové hry jako povinný školní předmět, z jeho iniciativy se v roce 1998 konala v Elistě Šachová olympiáda, pro kterou vybudoval nákladný moderní komplex Chess City. Vystupuje jako mecenáš financující stavbu buddhistických chrámů nebo projekty na záchranu sajgy tatarské. Zároveň však byl kritizován za autoritářský styl vládnutí, příkladem represí vůči opozici je nevyjasněná vražda novinářky Larisy Judinové v roce 1998. Založil vlastní časopis a nakladatelství Novyj vzgljad, byl předsedou fotbalového klubu Uralan Elista. 
Proslul řadou kontroverzních výroků a činů, jako bylo například jeho vyprávění o tom, že ho mimozemšťané vzali na výlet létajícím talířem nebo návštěva u Muammara Kaddáfího v červnu 2011, při níž mu vyjádřil podporu vůči mezinárodní intervenci a zahrál si s ním šachovou partii. Obdržel ruské vyznamenání Řád přátelství, jeho jméno nese asteroid (5570) Kirsan.
8. prosince 2015 oznámil, že se rozhodl jako předseda FIDE zdržet všech právních, finančních a obchodních aktivit, dokud se soudně neočistí od sankcí uvalených Ministerstvem financí USA. Důvodem bylo obvinění, že udržuje obchodní kontakty s Islámským státem, totiž že obchoduje s ropou vytěženou IS.